# Alejandro II Zabinas
Alejandro II Zabinas (en griego: Ἀλέξανδρoς Zαβίνας) fue un usurpador del reino seléucida de Siria. Consiguió reinar de 128 a 123 a. C.
Pretendiente al trono seléucida, surgió en el caos que siguió a la pérdida de Mesopotamia a manos de los partos. Fue un falso príncipe, pues se hizo pasar por hijo de Antíoco VII Evergetes, aunque parece que en realidad su padre era un comerciante egipcio llamado Protarco. Sin embargo, el disgusto generalizado contra la tiranía de Demetrio II Nicátor provocó que algunas ciudades, Antioquía y Apamea entre ellas, lo reconociesen como rey legítimo. Fue utilizado como un títere del rey lágida Ptolomeo VIII Trifón, que lo introdujo como un medio para derrocar al rey legítimo Demetrio II, aliado de su hermana Cleopatra II en las complicadas luchas de las dinastías helenísticas tardías.
Alejandro logró derrotar a Demetrio II, que huyó a Tiro, donde fue asesinado. Pero con el tiempo, perdió el apoyo egipcio y fue vencido a su vez por el hijo de Demetrio, Antíoco VIII Gripo.
Finalmente, huyó a la capital seléucida, Antioquía, donde saqueó varios templos. Se decía que cuando fundió una estatuilla de Niké, diosa de la victoria, que estaba situada en la mano de una estatua de Zeus, dijo bromeando: "Zeus me ha dado la Victoria". Enfurecidos por su impiedad, los antioquenos le echaron de su ciudad. Terminó cayendo en manos de ladrones, que lo entregaron a Antíoco VIII, que le condenó a muerte en 122 a. C.
El epíteto Zabinas es un mote despectivo que significa «esclavo comprado», refiriéndose a su relación con su protector el rey Ptolomeo. Por razones desconocidas, Alejandro II fue el único seléucida tardío que utilizó epítetos en sus monedas, de las que se conservan varias.